# Jeffrey A. Larsen
Jeffrey A. Larsen, né en 1967, est un astronome américain, professeur adjoint de physique à l'Académie navale des États-Unis, impliqué dans le projet Spacewatch, grâce auquel l'astéroïde (719) Albert fut redécouvert en 2000,. Il a également découvert les objets transneptuniens (33340) 1998 VG44 et (174567) Varda et les comètes périodiques 200P/Larsen, 264P/Larsen et 280P/Larsen.
C'est un membre actif de l'Union astronomique internationale. L'astéroïde (7657) Jefflarsen est nommé en l'honneur de son travail effectué à l'aide de logiciels, ayant permis l'amélioration de la détection des petits corps du Système solaire au cours du programme Spacewatch.
| (33340) 1998 VG44[1],[2]                         | 14 novembre 1998 |
| (174567) Varda                                   | 21 juin 2003     |
| 1. avec Nichole M. Danzl 2. avec Arianna Gleason |                  |